# Sbalzo (arte)

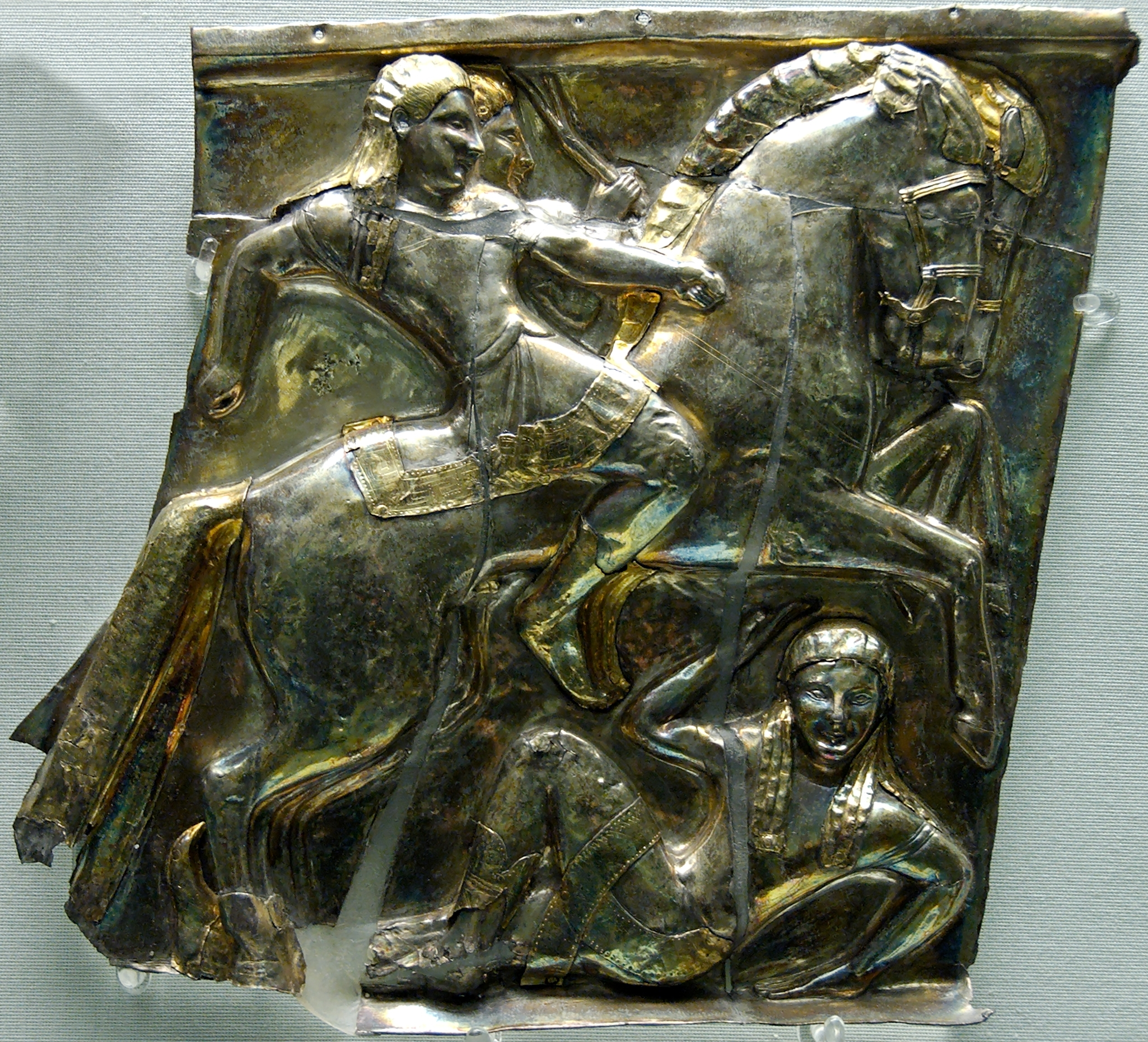
Rilievo etrusco a sbalzo

La tecnica a sbalzo è una tecnica artigianale che consiste nel lavorare lastre di metallo, cuoio o altri materiali malleabili, per ottenere una figura ornamentale in rilievo.

## Tecnica a sbalzo applicata ai metalli
Lo sbalzo applicato ai metalli è limitato ai materiali "malleabili" come ottone, stagno, oro o argento.
Lo sbalzo si realizza lavorando, con ceselli di diverse forme e misure, il rovescio del pezzo di materiale, adagiato sopra una superficie "molle", sì da permettere la progressiva deformazione del materiale lavorato. In questa maniera, l'artista esegue l'opera in "negativo", modellando delle concavità, grandi o piccole, nella "lastra" del materiale, le quali risulteranno a lavoro ultimato poste in rilievo.
I dettagli del disegno si ottengono lavorando il lato "diritto" (e non il "rovescio") del pezzo, profilando il disegno con ceselli più minuti fino a ottenere una maggiore definizione.
Il passo finale consiste nel rinforzare il pezzo evitando che il disegno in rilievo realizzato possa deformarsi con l'uso successivo. Secondo la natura del materiale lavorato, ciò si può ottenere indurendo il pezzo o riempiendo il vuoto del "rovescio" con un materiale malleabile come cera, gesso o gomma che al seccarsi sia comunque sufficientemente duro da non permettere la deformazione del disegno modellato in rilievo.
La tecnica dello sbalzo si può realizzare sia a temperatura ambiente che elevata ("a freddo" e "a caldo").

## Tecnica a sbalzo applicata al cuoio
Questo tipo di sbalzo si pratica a mano. Il cuoio deve essere lavorato su entrambe le facce. Su una di esse si disegna e si sbalza l'altra al rovescio. Si impiega lo sbalzo del cuoio per rilegature di lusso: copertine, portafogli, cuscini, ecc. con decorazioni secondo il gusto dell'artista: dorate, colorate, pirografate con applicazioni di metallo, smalti e altre combinazioni.